# Roning under sommer-OL 2020 – Dobbeltfirer (herrer)
Herrenes roning i dobbeltfirer under Sommer-OL 2020 fandt sted den 23. juli - 27. juli 2021 i Sea Forest Waterway, der ligger i Tokyo Bay zonen.

## Format
Der er i alt kvalificeret 10 mandskaber til konkurrencen, der bliver indledt med to indledende heats med fem mandskaber i hvert heat. De to bedste mandskaber fra hvert heat går til finalen mens de resterende går til ét opsamlingsheat. I opsamlingsheatet går de to bedste mandskaber videre til finalen, mens de resterende fire mandskaber kommer i B finalen og ror om pladserne 7 – 10.

## Kvalifikation
Hver NOC kan kvalificere én båd i klassen.a
| Kvalifikation                            | Dato                           | Vært    | Pladser | Kvalificeret                                                                      |
| ---------------------------------------- | ------------------------------ | ------- | ------- | --------------------------------------------------------------------------------- |
| VM i roning 2019                         | 25. august – 1. september 2019 | Østrig  | 8       | Italien · Holland · Polen · Tyskland · Australien · Kina · Norge · Storbritannien |
| Afsluttende Kvalifikationsturnering 2020 | 17.–19. maj 2020               | Schweiz | 2       |                                                                                   |
| Total                                    |                                |         | 10      |                                                                                   |

## Tidsplan
Nedenstående tabel viser tidsplanen for afvikling af konkurrencen:
| Dato     | Tid   | Runde          |
| -------- | ----- | -------------- |
| 24. juli | 11:30 | Heat 1         |
| 24. juli | 11:40 | Heat 2         |
| 26. juli | 10:10 | Opsamlingsheat |
| 28. juli | 09:30 | B Finale       |
| 28. juli | 09:50 | Finale         |

## Resultater

### Heat

#### Heat 1
| Placering | Bane | Roere                                                                        | Nation         | Tid     | Note |
| --------- | ---- | ---------------------------------------------------------------------------- | -------------- | ------- | ---- |
| 1         | 5    | Dirk Uittenbogaard Abe Wiersma Tone Wieten Koen Metsemakers                  | Holland        | 5.39,80 | Q    |
| 2         | 4    | Jack Cleary Caleb Antill Cameron Girdlestone Luke Letcher                    | Australien     | 5.41,54 | Q    |
| 3         | 2    | Harry Leask Angus Groom Tom Barras Jack Beaumont                             | Storbritannien | 5.42,01 | R    |
| 4         | 1    | Yi Xudi Zang Ha Liu Dang Zhang Quan                                          | Kina           | 5.43,44 | R    |
| 5         | 3    | Armandas Kelmelis Martynas Džiaugys Dovydas Nemeravičius Dominykas Jančionis | Litauen        | 6.03,07 | R    |

#### Heat 2
| Placering | Bane | Roer                                                                       | Nation   | Tid     | Noter |
| --------- | ---- | -------------------------------------------------------------------------- | -------- | ------- | ----- |
| 1         | 2    | Dominik Czaja Wiktor Chabel Szymon Posnik Fabian Baranski                  | Polen    | 5:39.25 | Q     |
| 2         | 3    | Simone Venier Andrea Panizza Luca Rambaldi Giacomo Gentili                 | Italien  | 5:39.28 | Q     |
| 3         | 1    | Juri-Mikk Udam Allar Raja Tonu Endrekson Kaspar Taimsoo                    | Estland  | 5:47.12 | R     |
| 4         | 4    | Martin Helseth Olaf Karl Tufte Jan Oscar Stabe Helvig Erik Andre Solbakken | Norge    | 5:49.02 | R     |
| 5         | 5    | Tim Ole Naske Karl Schulze Hans Gruhne Max Appel                           | Tyskland | 5:50.11 | R     |

### Opsamlingsheat
De to første i opsamlingsheatet kvalificerede sig til finalen, mens de resterende gik videre til B-finalen (konkurrerer ikke om medaljer).
| Placering | Bane | Roere                                                                        | Nation         | Tid     | Note |
| --------- | ---- | ---------------------------------------------------------------------------- | -------------- | ------- | ---- |
| 1         | 3    | Harry Leask Angus Groom Tom Barras Jack Beaumont                             | Storbritannien | 5.55,91 | FA   |
| 2         | 4    | Jüri-Mikk Udam Allar Raja Tõnu Endrekson Kaspar Taimsoo                      | Estland        | 5,56,52 | FA   |
| 3         | 2    | Yi Xudi Zang Ha Liu Dang Zhang Quan                                          | Kina           | 5.56,86 | FB   |
| 4         | 5    | Martin Helseth Olaf Tufte Jan Oscar Stabe Helvig Erik Andre Solbakken        | Norge          | 6.02,85 | FB   |
| 5         | 1    | Tim Ole Naske Karl Schulze Hans Gruhne Max Appel                             | Tyskland       | 6.02,86 | FB   |
| 6         | 6    | Armandas Kelmelis Martynas Džiaugys Dovydas Nemeravičius Dominykas Jančionis | Litauen        | 6.14,73 | FB   |

### Finaler

#### B Finale
| Placering | Bane | Roere                                                                        | Nation   | Tid     | Note |
| --------- | ---- | ---------------------------------------------------------------------------- | -------- | ------- | ---- |
| 7         | 3    | Yi Xudi Zang Ha Liu Dang Zhang Quan                                          | Kina     | 5:46.07 |      |
| 8         | 4    | Tim Ole Naske Karl Schulze Hans Gruhne Max Appel                             | Tyskland | 5:46.78 |      |
| 9         | 2    | Martin Helseth Olaf Karl Tufte Jan Oscar Stabe Helvig Erik Andre Solbakken   | Norge    | 5:47.34 |      |
| 10        | 1    | Armandas Kelmelis Martynas Dziaugys Dovydas Nemeravicius Dominykas Jancionis | Litauen  | 5:51.64 |      |

### Finale
| Placering                        | Bane | Roer                                                        | Land           | Tid     | Note              |
| -------------------------------- | ---- | ----------------------------------------------------------- | -------------- | ------- | ----------------- |
| 1                                | 4    | Dirk Uittenbogaard Abe Wiersma Tone Wieten Koen Metsemakers | Holland        | 5:32.03 | Skabelon:OlyB, WB |
| 2. plads, sølvmedaljemodtager(e) | 1    | Harry Leask Angus Groom Tom Barras Jack Beaumont            | Storbritannien | 5:33.75 |                   |
| 3                                | 5    | Jack Cleary Caleb Antill Cameron Girdlestone Luke Letcher   | Australien     | 5:33.97 |                   |
| 4                                | 3    | Dominik Czaja Wiktor Chabel Szymon Posnik Fabian Baranski   | Polen          | 5:34.27 |                   |
| 5                                | 2    | Simone Venier Andrea Panizza Luca Rambaldi Giacomo Gentili  | Italien        | 5:37.29 |                   |
| 6                                | 6    | Juri-Mikk Udam Allar Raja Tonu Endrekson Kaspar Taimsoo     | Estland        | 5:38.58 |                   |